# Cuồng phong (phim truyền hình)
Cuồng phong là một bộ phim truyền hình thuộc loạt phim Cảnh sát hình sự được thực hiện bởi Công ty cổ phần truyền thông đa phương tiện Lasta cùng Hãng phim truyện Việt Nam do Bùi Huy Thuần làm đạo diễn. Phim phát sóng vào lúc 20h10 thứ 2, 3, 4 hàng tuần bắt đầu từ ngày 16 tháng 6 năm 2010 và kết thúc vào ngày 22 tháng 9 năm 2010 trên kênh VTV1.

## Nội dung
Cuồng phong đi sâu vào một vụ án điều tra của lực lượng công an phá án buôn bán ma túy. Đúng lúc vụ án rơi vào bế tắc thì đội trọng án tìm ra một mắt xích đầy may mắn. Đó là Phượng (Hoa Thuý) - cô tiếp viên xinh đẹp của quán cà phê Chiều Tím. Phượng quen và yêu Xuyên (Trung Hiếu) mà không hề biết Xuyên là trùm buôn bán ma túy ở cửa khẩu. Với mục đích dò la tin tức, Xuyên cố tình đưa Phượng vào làm giúp việc cho gia đình Hoàng Đức Thái (Hoàng Dũng) và Bạch Yến (Minh Hòa). Điều không ngờ đến là đằng sau vẻ bề ngoài trí thức, lịch lãm, có đóng góp rất lớn trong việc giữ gìn trật tự an toàn của địa phương, Thái lại là ông trùm bự trong giới buôn bán ma túy...

## Diễn viên
- Hoàng Dũng trong vai Hoàng Đức Thái[5]
- Minh Hòa trong vai Bạch Yến[5]
- Trung Hiếu trong vai Hoàng Đức Xuyên[5]
- Tạ Minh Thảo trong vai Phúc "Búa"
- Thu Hương trong vai My
- Kiều Thanh trong vai Bách Thanh
- Diệu Hương trong vai Thanh Mai
- Hoa Thúy trong vai Phượng
- Xuân Trường trong vai Đoàn Linh
- Tiến Đạt trong vai Ông Ba
- Minh Thư trong vai Hà
- Thanh Lâm trong vai Bích
- Đỗ Kỷ trong vai Ông Quân
- Vĩnh Xương trong vai Liêm
- Bình Xuyên trong vai Trịnh
- Ngọc Trung trong vai Nam
- Quốc Khánh trong vai Hòa
- Bảo Anh trong vai Chính
- Phú Thăng trong vai Ông Ngô
- Tạ Am trong vai Ông Mậu
- Hồ Phong trong vai Lâm "Cao"
- Sỹ Hoài trong vai Tuấn "Sát thủ"

Cùng một số diễn viên khác....

## Ca khúc trong phim
Bài hát trong phim là ca khúc "Cuồng phong" do Văn Tứ Quý sáng tác và thể hiện.

## Đón nhận
Là bộ phim đầu tiên có sự tham gia sản xuất của hãng phim tư nhân (không phải do VFC sản xuất), tại thời điểm phát sóng, bộ phim đã "kéo được khán giả ngồi lại màn hình" vì đề tài hấp dẫn, phản ánh hiện thực sinh động, tình tiết gay cấn, diễn xuất tốt của dàn diễn viên và là bộ phim có "ít sạn" nhất so với các bộ phim khác thuộc loạt phim. Cuồng phong cũng được đánh giá là bộ phim "xem được", mặc dù việc xây dựng tuyến nhân vật trong phim bị cho là không tương xứng với nhau và cách xây dựng tâm lý nhân vật còn mờ nhạt...

## Giải thưởng
| Năm  | Giải thưởng                         | Hạng mục                 | (Người) đề cử | Kết quả   | Tham khảo |
| ---- | ----------------------------------- | ------------------------ | ------------- | --------- | --------- |
| 2010 | Giải thưởng Tạp chí Truyền hình VTV | Phim truyền hình         | —             | Đề cử     | [ 6 ]     |
| 2010 | Giải thưởng Tạp chí Truyền hình VTV | Nữ diễn viên truyền hình | Minh Hòa      | Đoạt giải | [ 6 ]     |